# Пентафрагма
Пентафрагма (лат. Pentaphragma) — род цветковых растений, выделяемый в самостоятельное семейство Пентафрагмовые (Pentaphragmataceae или Pentaphragmaceae) порядка Астроцветные (Asterales). Содержит 25-30 видов.

## Ботаническое описание
Пентафрагма представляет собой более или менее сочное, многолетнее травянистое растение. Листья простые, с зубчатыми краями, располагаются очерёдно в два ряда на стебле. У многих видов основания листьев асимметричны. Прилистников нет. Цветки собраны в цимозное соцветие. Большинство видов имеют одновременно и двуполые (гермафродитные), и однополые цветки. Они в основном сидячие, с пятью лепестками, имеют радиальную симметрию, но иногда наблюдается смещение в сторону зигоморфного цветка. Из пяти относительно крупных чашелистиков 2 больших и 3 маленьких. Лепестков, как правило, пять, иногда только четыре, они никогда не срастаются и всегда глубоко рассечены. Тычинки свободные, но могут срастаться с другими частями цветка. Два или три плодолистика имеют общую нижнюю завязь. Плод — сочная ягода. Семена с эндоспермом, однако он не богат жирами.

## Ареал
Виды пентафрагмы распространены от юга Китая (2 вида), Вьетнама, Таиланда до Сингапура, Индонезии, Малайзии, Филиппин и Папуа-Новой Гвинеи.

## Виды
По информации базы данных The Plant List (на июль 2016), род включает 2 вида:
- Pentaphragma sinense Hemsl. & E.H. Wilson
- Pentaphragma spicatum Merr.